# Литвинов, Михаил Нилович
Михаил Нилович Литвинов (1860 — после 1917) — русский архитектор, инженер, реставратор. 

## Биография
Родился в Костроме в 1860 году. Окончил реальное училище в Иваново-Вознесенске, затем (в 1886 году) — Институт гражданских инженеров в Санкт-Петербурге — с серебряной медалью.
По окончании института был Казанским городским архитектором (в 1886—1890) и архитектором Казанского университета (в 1886—1888). За проектирование зданий казанской научно-промышленной выставки был награждён медалями Императорского русского технического общества и комитета выставки. Также проектировал корпуса физических лабораторий Казанского университета. С 1890 года — техник строительного отделения Казанского губернского правления.
С 1891 года — младший архитектор строительного отделения Московского губернского правления; с 1894 года состоял в комиссии, производящей раскопки в Московском Кремле. В 1897—1910 гг. — смотритель здания храма Христа Спасителя. Руководил проектированием и постройкой Никольских рядов, дома № 7 по Соймоновскому проезду (совместно с архитектором Алексеем Поповым).
В церковной архитектуре — реставрация Петропавловского собора в Казани, строительство церквей: Троицы Живоначальной в Троицком, восстановление Кутузовской избы и постройка при ней церкви Михаила Архангела.
В 1910 году вышел в отставку и переехал в Санкт-Петербург, где открыл печатную контору «М. Н. Литвинов и Ко», занимавшуюся публикациями строительного характера.